# Plodovnica
Plodovnica ali amnijska tekočina je bistra tekočina, ki obdaja plod in se nahaja znotraj plodnika. Sprva onemogoči zrast zarodka s plodnikom, kasneje pa plodu omogoča gibanje v vse smeri, ne da bi ga pri tem ovirala stena maternice. Gibanje ploda je zaradi vzgona olajšano. Hkrati blaži tudi prenos sile na plod (na primer pri udarcu v trebuh). Pomembna je tudi pri porodu, saj zaradi hidrostatske sile pospeši potek poroda.
Približno dva tedna po oploditvi začne rasti plodnik ter se zapolni s tekočino, ki jo pretežno predstavlja voda. Po nadaljnjih desetih tednih plodnica vsebuje beljakovine, ogljikove hidrate, lipide in fosfolipide, sečnino ter elektrolite. Večina plodovnice izhaja iz plodovega seča. Če je prostornina plodovnice premajhna, sklepamo na motnje v plodovih sečilih in/ali izločalih. Po desetih tednih nosečnosti je prostornina plodovnice okoli 30 ml, po dvajsetih tednih okoli 350 ml, med 30. in 34. tednom okoli 1000 ml in pred porodom 800 ml. Prisotnost prevelike količine plodovnice (nad 1000 ml) imenujemo polihidramnija, zmanjšanje na 200-500 ml pa oligohidramnija.
Plodovnica se vsake tri ure popolnoma obnovi. Otrok v obdobju pred porodom v tem času popije približno polovico plodovnice; ta del se v plodovem prebavnem traktu povečini resorbira in se preko popkovnice izloči v materin krvni obtok. 